# Attila Pethő
Attila Pethő (* 26. Februar 1950 in Sátoraljaújhely, Ungarn) ist ein ungarischer Mathematiker und Informatiker, der sich mit algorithmischer Zahlentheorie befasst. Er ist Professor an der Universität Debrecen.
Pethő studierte ab 1969 an der Lajos Kossuth Universität in Debrecen Mathematik mit dem Diplom 1974 und der Promotion (Ph. D.) 1976 bei Kálmán Győry (Über die Verteilung der Lösungen von Normformen-Gleichungen). Gleichzeitig war er bis 1987 Assistent in der Abteilung Algebra und Zahlentheorie der Universität. 1981 erhielt er den Kandidatentitel an der Ungarischen Akademie der Wissenschaften (CSc, Candidatus Scientiarum) und 1992 den Doktorgrad (D. Sc., im russischen System, entsprechend einer Habilitation). 1987 wurde er Assistenzprofessor in Debrecen und 1988 Leiter des Rechenzentrums der Universität und Leiter der Fakultät für Informatik. 1992 bis 1997 war er Leiter des Rechenzentrums der Medizinischen Fakultät. 1994 erhielt er eine volle Professur in der Fakultät für Informatik, die er ab 2000 leitete, ab 2004 als Dekan.
Er ist seit 2002 Honorarprofessor an der Technischen Universität Graz. Außerdem war er Gastprofessor an der Universität des Saarlandes (1990/91, 1997/98, 2001), am Centre de Recerca Matemàtica in Barcelona (1996), der TU Graz (1995/96), an der Universität Straßburg (1992, 1994, 1999) und der Johannes-Kepler-Universität Linz (2006).
1984/85 erhielt er den Humboldt-Forschungspreis und war mit dem damit verbundenen Stipendium an den Universitäten Köln und Düsseldorf. 1978 erhielt er den Géza Grünwald Preis der Ungarischen Mathematischen Gesellschaft (János Bolyai Gesellschaft), 1992 den Preis der Ungarischen Akademie der Wissenschaften, 2000 den Preis der Farkas Bolyai Gesellschaft, 2004 den Szent-Györgyi Albert Preis des ungarischen Bildungsministeriums und 2008 den Tibor Szele Preis der János Bolyai Gesellschaft.

## Schriften
- Algebraische Algorithmen. Vieweg, Braunschweig u. a. 1999, ISBN 3-528-06598-2.
- als Herausgeber mit Michael Pohst, Hugh C. Williams, Horst-Günter Zimmer: Computational Number Theory. Proceedings of the Colloquium on Computational Number Theory held at Kossuth Lajos University, Debrecen (Hungary), September 4–9, 1989. de Gruyter, Berlin u. a. 1991, ISBN 3-11-012394-0.
- als Herausgeber mit Kálmán Győry, Vera Sós: Number Theory. Diophantine, Computational and Algebraic Aspects. Proceedings of the International Conference, held in Eger, Hungary, July 29–August 2, 1996. de Gruyter, Berlin u. a. 1998, ISBN 3-11-015364-5.
- Beitrag zu Susanne Schmidt, Horst-Günter Zimmer in: Susanne Schmitt, Horst G. Zimmer: Elliptic Curves. A computational approach (= De Gruyter Studies in Mathematics. 31). de Gruyter, Berlin u. a. 2003, ISBN 3-11-016808-1 (u. a. Appendix).